# مهرجان كارتاخينا السينمائي
مهرجان كارتاخينا السينمائي (إسباني:Festival Internacional de Cine de Cartagena de Indias ، مهرجان كارتاخينا دي إندياس السنمائي الدولي) مهرجان سينمائي يقام في كارتاهينا ، كولومبيا ، ويركز بشكل رئيسي على الترويج للمسلسل التلفزيوني الكولومبي والأفلام الأمريكية اللاتينية والأفلام القصيرة. يعد مهرجان قرطاجنة السينمائي، الذي يقام كل شهر مارس، أقدم مهرجان سينمائي في أمريكا اللاتينية.
تأسس مهرجان كارتاخينا السينمائي عام 1959 على يد فيكتور نيتو. بقي نيتو مديرًا لمهرجان الفيلم لمدة 48 عامًا، وكان آخره في عام 2008. توفي نيتو عن عمر يناهز 92 عامًا في نوفمبر 2008. تم تعيين لينا باولا رودريغيز مديرة من قبل نيتو في عامي 2007 و 2008 ، وظلت مديرة بالنيابة بعد وفاة نيتو.

## الفائزون بجائزة أفضل فيلم

### عقد 1960
| عام  | فيلم            | الاسم الأصلي | المخرج                  | دولة    |
| ---- | --------------- | ------------ | ----------------------- | ------- |
| 1961 | جنود بانشو فيلا | La Cucaracha | إسماعيل رودريغيز (مخرج) | المكسيك |

## الروابط الخارجية
- (بالإسبانية) موقع مهرجان كارتاخينا السينمائي الرسمي
- مهرجان كارتاخينا السينمائي في قاعدة بيانات الأفلام على الإنترنت